# IONIS Education Group
IONIS Education Group é o maior grupo de ensino superior privado na França, com 100.000 alunos e 29 escolas.

## Escolas

### IONIS Institute of Business
- Institut supérieur de gestion
- ISG Luxury Management
- ISG RH
- ISG Sport Business Management
- ISEG marketing and communication school
- ICS bégué
- Institut supérieur européen de formation par l'action
- MOD'SPE Paris
- XP, the international esport & gaming school

### IONIS Institute of Technology
- Concours Advance
- École pour l'informatique et les nouvelles technologies
- École pour l'informatique et les techniques avancées
- École spéciale de mécanique et électricité
- IA Institut
- Institut polytechnique des sciences avancées
- Sup'Biotech
- E-Artsup
- Epitech Digital
- Epitech Executive
- IONIS School of Technology and Management
- Coding Academy
- SecureSphere by EPITA
- Supinfo
- Web@cademie

### IONIS Education Solutions
- École des technologies numériques appliquées
- Fondation IONIS
- IONIS 361
- IONISx
- PHG Academy